# Каледонія (Міссісіпі)
Каледонія (англ. Caledonia) — місто (англ. town) в США, в окрузі Лаундс штату Міссісіпі. Населення — 1135 осіб (2020).

## Географія
Каледонія розташована за координатами 33°41′1″ пн. ш. 88°19′34″ зх. д. / 33.68361° пн. ш. 88.32611° зх. д. (33.683607, -88.326024).  За даними Бюро перепису населення США в 2010 році місто мало площу 7,32 км², з яких 7,32 км² — суходіл та 0,01 км² — водойми.

### Клімат
| Клімат : Каледонія           | Клімат : Каледонія | Клімат : Каледонія | Клімат : Каледонія | Клімат : Каледонія | Клімат : Каледонія | Клімат : Каледонія | Клімат : Каледонія | Клімат : Каледонія | Клімат : Каледонія | Клімат : Каледонія | Клімат : Каледонія | Клімат : Каледонія | Клімат : Каледонія |
| Показник                     | Січ.               | Лют.               | Бер.               | Квіт.              | Трав.              | Черв.              | Лип.               | Серп.              | Вер.               | Жовт.              | Лист.              | Груд.              | Рік                |
| Абсолютний максимум, °C      | 27,2               | 31,1               | 32,8               | 33,9               | 36,1               | 40,0               | 40,6               | 40,6               | 38,9               | 33,9               | 30,0               | 27,8               | 40,6               |
| Середній максимум, °C        | 11,7               | 15,0               | 19,4               | 24,4               | 27,8               | 31,7               | 32,8               | 32,8               | 29,4               | 24,4               | 18,9               | 13,3               | 23,5               |
| Середній мінімум, °C         | 1,1                | 3,3                | 7,2                | 11,7               | 16,1               | 20,0               | 21,7               | 21,1               | 17,8               | 11,1               | 6,1                | 2,8                | 11,7               |
| Абсолютний мінімум, °C       | −18,3              | −15                | −10                | −2,2               | 3,9                | 6,1                | 12,8               | 10,6               | 2,8                | −2,2               | −9,4               | −18,3              | −18,3              |
| ---------------------------- | ------------------ | ------------------ | ------------------ | ------------------ | ------------------ | ------------------ | ------------------ | ------------------ | ------------------ | ------------------ | ------------------ | ------------------ | ------------------ |
| Джерело: The Weather Channel |                    |                    |                    |                    |                    |                    |                    |                    |                    |                    |                    |                    |                    |

## Демографія
Згідно з переписом 2010 року, у місті мешкала 1041 особа в 391 домогосподарстві у складі 299 родин. Густота населення становила 142 особи/км².  Було 445 помешкань (61/км²).
Расовий склад населення:
| - 92,7 % — білих - 4,0 % — чорних або афроамериканців - 0,9 % — азіатів - 0,3 % — корінних американців - 0,2 % — вихідців з тихоокеанських островів |

До двох чи більше рас належало 1,6 %. Частка іспаномовних становила 2,4 % від усіх жителів.
За віковим діапазоном населення розподілялося таким чином: 27,9 % — особи молодші 18 років, 61,8 % — особи у віці 18—64 років, 10,3 % — особи у віці 65 років та старші. Медіана віку мешканця становила 34,4 року. На 100 осіб жіночої статі у місті припадало 96,0 чоловіків;  на 100 жінок у віці від 18 років та старших — 90,6 чоловіків також старших 18 років.
Середній дохід на одне домашнє господарство  становив 68 792 долари США (медіана — 53 487), а середній дохід на одну сім'ю — 75 336 доларів (медіана — 54 868). За межею бідності перебувало 10,8 % осіб, у тому числі 14,4 % дітей у віці до 18 років та 3,7 % осіб у віці 65 років та старших.
Цивільне працевлаштоване населення становило 481 осіб. Основні галузі зайнятості: освіта, охорона здоров'я та соціальна допомога — 21,2 %, виробництво — 15,6 %, публічна адміністрація — 11,9 %, транспорт — 11,4 %.